# Karneid
Karneid ([karˈnaɪ̯t]; italienisch Cornedo all'Isarco) ist eine italienische Gemeinde im Südtiroler Eisacktal in der Nähe von Bozen mit 3444 Einwohnern (Stand 31. Dezember 2023). Benannt ist sie nach dem alten Landgericht Karneid mit Sitz auf Burg Karneid. Das Rathaus der Gemeinde befindet sich in der Fraktion Kardaun.

## Geographie

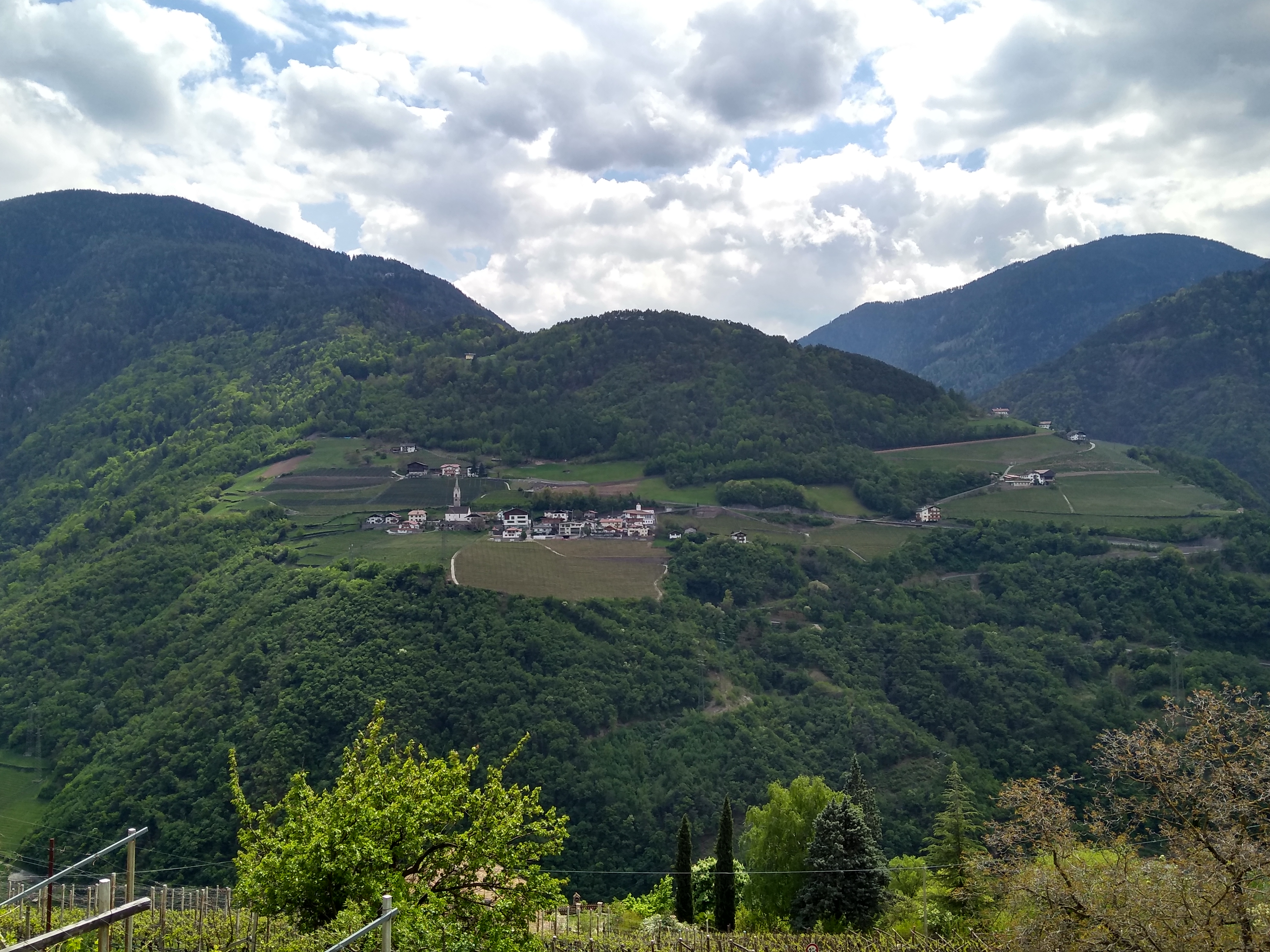
Blick auf den Karneider Berg mit der Ortschaft Karneid

Das Gemeindegebiet von Karneid umfasst im Wesentlichen den Karneider Berg, einen der Rosengartengruppe der Dolomiten westlich vorgelagerten mittelgebirgigen Höhenzug, der auf drei Seiten vom unteren Eisacktal, vom Eggental und vom Tierser Tal begrenzt wird. In den Tallagen folgen die Gemeindegrenzen weitgehend den Wasserläufen von Eisack, Eggentaler Bach und Tierser Bach, im Osten endet das Gemeindegebiet an den Kuppen des Gummerer Eggs, Riedler Bergs und Sambergs.
Das Rathaus und weitere öffentliche Einrichtungen befinden sich in der Fraktion Kardaun im Eisacktal im äußersten Nordwesten der Gemeinde. Das Dorf liegt auf 300 m Höhe am Ausgang des Eggentals in direkter Nachbarschaft zur Südtiroler Landeshauptstadt Bozen. Ebenfalls im Eisacktal befinden sich in erhöhter Hanglage auf 500 m die kleine Ortschaft Karneid sowie weiter östlich auf 330 m am Ausgang des Tierser Tals Blumau. Der weitgehend bewaldete Höhenzug des Karneider Bergs bietet den beiden Dörfern Steinegg (auf 800 m hoch über Blumau) und Gummer (auf 1100 m im Bereich des Eggentals) Platz. Die sechste und kleinste Fraktion bilden schließlich die auf der orographisch linken Seite des Tierser Tals gelegenen Höfe von Breien.

## Geschichte
Die Kuppen der Karneider Hänge wie der Kolmbühel, Streitmoserkopf oder Bstosserbühel waren schon in grauer Vorzeit leicht besiedelt.
Karneid wird in der Imbreviatur des Bozner Notars Jakob Haas von 1242 als „Corneit“ ersturkundlich genannt. Die moderne Namensform „Karneyd“ ist 1477 urkundlich bezeugt. Etymologisch ist der Örtlichkeitsname auf lateinisch *cornetum ‚Kornelkirschbäume‘ zurückzuführen.
Kardaun, der Hauptort der Gemeinde, war der südliche Ausgangspunkt des Kunterswegs, einer im 14. Jahrhundert angelegten Verkehrsverbindung durch die Eisackschlucht.

## Politik

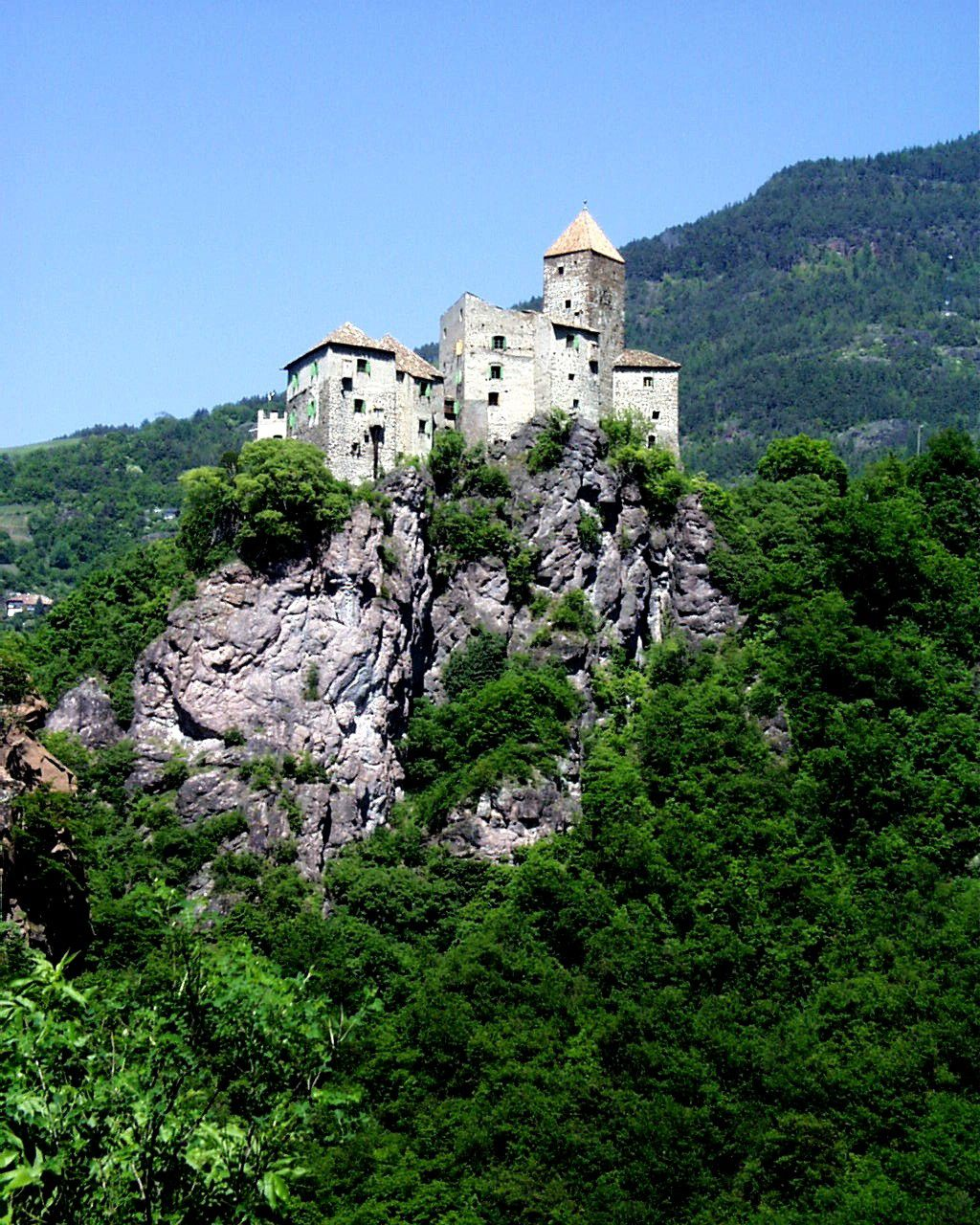
Schloss Karneid

Bürgermeister seit 1952:
- Peter Falser: 1952–1956
- Franz Lantschner: 1956–1964
- Franz Mock: 1964–1969
- Alois Zelger: 1969–1974
- Hans Mahlknecht: 1974–2000
- Albin Kofler: 2000–2015
- Martina Lantschner: 2015–2020
- Albin Kofler: seit 2020

## Bevölkerung
Karneid ist gemäß den erhobenen Sprachgruppenzugehörigkeitserklärungen bzw. Sprachgruppenzuordnungserklärungen eine mehrheitlich deutschsprachige Gemeinde. Als Berechnungsgrundlage der folgenden Prozentwerte wurden die gültigen Erklärungen von Personen mit italienischer Staatsbürgerschaft herangezogen.
| Sprache     | 1981    | 1991    | 2001    | 2011    | 2024    |
| ----------- | ------- | ------- | ------- | ------- | ------- |
| Deutsch     | 87,73 % | 90,53 % | 87,27 % | 89,03 % | 87,98 % |
| Italienisch | 11,96 % | 8,91 %  | 12,38 % | 10,64 % | 11,72 % |
| Ladinisch   | 0,31 %  | 0,55 %  | 0,34 %  | 0,33 %  | 0,30 %  |

## Bildung
In der Gemeinde gibt es Bildungseinrichtungen für die deutsche Sprachgruppe. Kindergärten findet man in Blumau, Gummer, Kardaun und Steinegg. Grundschulen bestehen in Blumau, Gummer, Kardaun, Karneid und Steinegg. Die einzige Mittelschule der Gemeinde ist in Blumau angesiedelt.

## Sehenswürdigkeiten

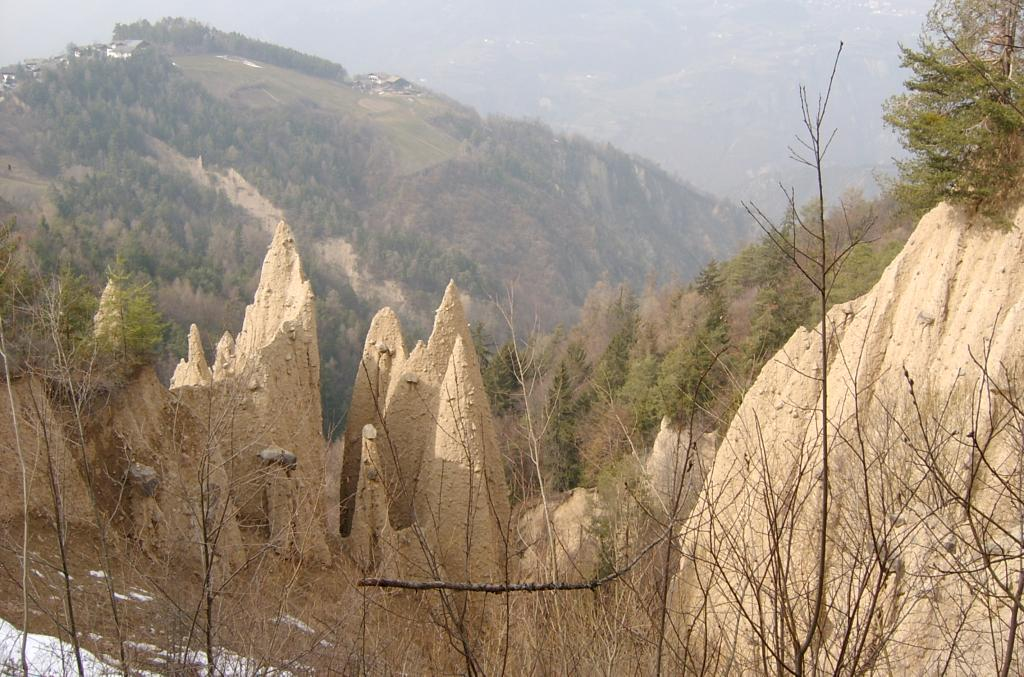
Steinegger Erdpyramiden

- die Erdpyramiden mit dem Pyramidenrundgang in Steinegg
- die Volkssternwarte Max Valier und das Planetarium in Gummer[9]
- die Burg Karneid und die Burgruine Steinegg
- das Heimatmuseum Steinegg
- das Wasserkraftwerk Kardaun
- die vier Pfarrkirche der Gemeinde: Maria Hilf in Kardaun, St. Veit in Karneid, St. Valentin in Gummer und St. Peter und Paul in Steinegg (die Pfarrkirche von Blumau zu St. Antonius von Padua liegt in der Gemeinde Völs)

## Persönlichkeiten
- Andreas Resch (* 29. Oktober 1934 in Steinegg), Theologe, Psychologe und Paranormologe
- Hansjörg Lunger (* 4. September 1964 in Karneid), Skibergsteiger
- Gerda Weißensteiner (* 3. Januar 1969 in Bozen), Rodlerin und Bobfahrerin (lebt in Steinegg)
- Ulli Mair (* 11. September 1974 in Bozen), Landtagsabgeordnete der Freiheitlichen
- Tamara Lunger (* 6. Juni 1986 in Bozen), Skibergsteigerin
- Katja Schroffenegger (* 28. April 1991), Fußballspielerin